# Don Payne (schrijver)

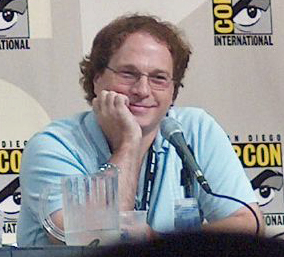
Don Payne in 2008

Don Payne (Wilmington (North Carolina), 5 mei 1964 – Los Angeles (Californië), 26 maart 2013) was een Amerikaans scenarioschrijver voor The Simpsons. Veel van zijn werk is samen gedaan met John Frink. Verder heeft hij voor de films My Super Ex-Girlfriend en Fantastic Four: Rise of the Silver Surfer geschreven.
Hij overleed op 48-jarige leeftijd aan de gevolgen van kanker.

## Filmografie

### The Simpsons
- "Treehouse of Horror XI"
- "Insane Clown Poppy"
- "Bye Bye Nerdie"
- "Simpsons Tall Tales"
- "Treehouse of Horror XII"
- "The Bart Wants What It Wants"
- "The Great Louse Detective"
- "Old Yeller Belly"
- "The Wandering Juvie"
- "Fraudcast News"
- "Thank God It's Doomsday"
- "Simpsons Christmas Stories"
- "Little Big Girl"
- "Love, Springfieldian Style"

### Films
- My Super Ex-Girlfriend (2006)
- Fantastic Four: Rise of the Silver Surfer (2007)